# Terre de l'Empereur-Guillaume
1884–1919
Entités suivantes :
- Territoire de Nouvelle-Guinée

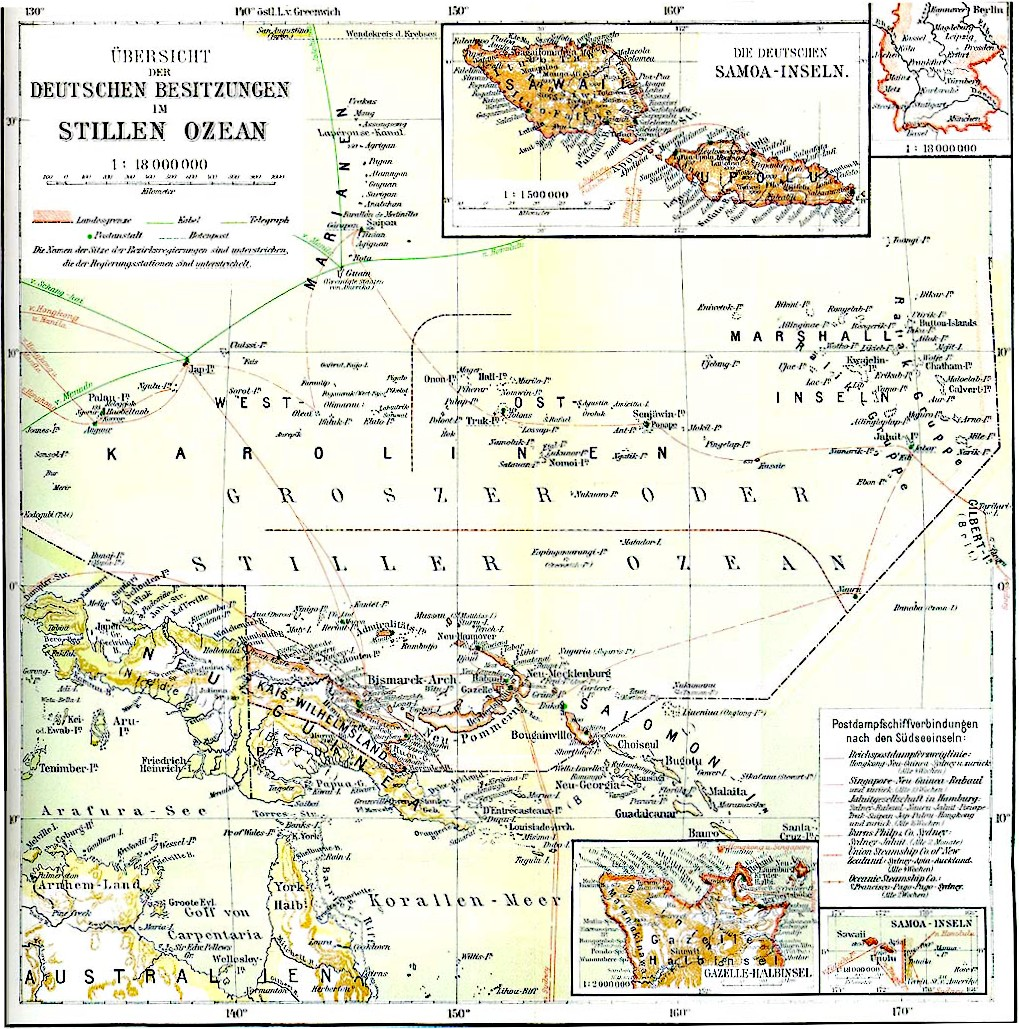
Anciennes possessions allemandes de l'océan Pacifique.

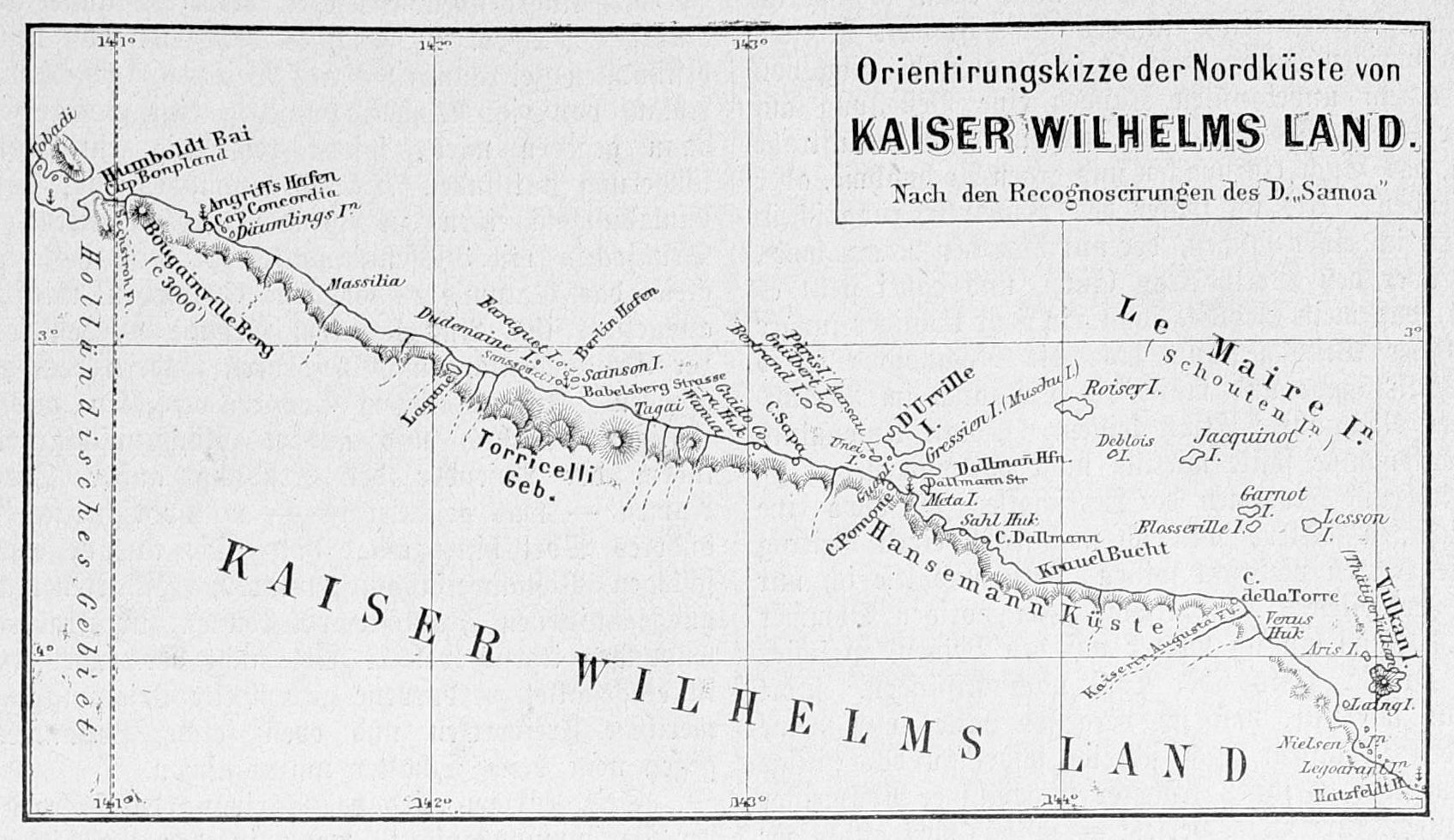
Carte de la Terre de l'Empereur-Guillaume en 1887.

La Terre de l'Empereur-Guillaume, en allemand Kaiser-Wilhelms-Land, était le territoire situé dans le nord-est de la Nouvelle-Guinée allemande (aujourd'hui en Papouasie-Nouvelle-Guinée) qui appartint jusqu'en 1914 (1919 officiellement) à l'Empire colonial allemand. Ce protectorat a été nommé ainsi en l'honneur de Guillaume Ier, empereur allemand et roi de Prusse.

## Topographie
Le territoire se trouve à l'est des territoires coloniaux (aujourd'hui Nouvelle-Guinée occidentale) du royaume des Pays-Bas et au nord des territoires coloniaux de l'Empire britannique (à partir de 1906, ils sont rattachés à l'Australie), de l'île. Il s'étend sur 181 650 km2 avec une population en 1902 d'environ 110 000 habitants.
Il est essentiellement constitué de montagnes et l'on ne trouve qu'au nord des vallées, comme celle du fleuve Kaiserin-Augusta (aujourd'hui : Sepik) ou du fleuve Ramu. La géographie du sud est extrêmement découpée avec des sommets qui peuvent atteindre 4 000 mètres d'altitude, comme les monts Kräkte, les monts Bismarck, ou le mont Hagen. La plupart des cours d'eau sont des cours d'eau de montagne ou des torrents.

## Histoire
Lorsque l'Empire britannique établit un protectorat à l'est de l'île de Nouvelle-Guinée (la Nouvelle-Guinée britannique, ou Territory of New Guinea), en août 1884, les Allemands ne sont pas en reste, et Otto Finsch, agent de la compagnie de Nouvelle-Guinée,, installe officiellement sa compagnie en décembre au nord-est de l'île et dans l'archipel Bismarck, sous la protection de l'Allemagne. Elle y était déjà présente depuis 1882, avec d'autres agents. Les Hollandais s'installent à l'ouest en 1889.
Le territoire devient officiellement colonie allemande en 1899. Le premier administrateur colonial de la compagnie est Georg von Schleinitz et il s'installe à Finschhafen en 1886. L'administration déménage en 1891 à Stephansort à cause d'une épidémie de malaria, puis le 7 septembre 1892 à Friedrich-Wilhelm-Hafen. Lorsque l'administration de la compagnie laisse la place en 1899 aux fonctionnaires de l'Empire, ceux-ci (dirigés par Rudolf von Bennigsen) s'installent à Herbertshöhe (aujourd'hui Kokopo) en Nouvelle-Poméranie (aujourd'hui Nouvelle-Bretagne).
La colonisation européenne est infime et représente quelques centaines de personnes, surtout des missionnaires luthériens, puis catholiques, des fonctionnaires, quelques hommes de la force de protection et quelques administrateurs de la compagnie. Les missionnaires luthériens sont les premiers à explorer le territoire. Une expédition germano-britannique explore l'intérieur en 1909 qui n'avait pas encore été cartographié, mais c'est surtout l'expédition d'Hermann Detzner, mandaté par l'administration coloniale en 1913, qui donne le plus d'informations.
Ce territoire est envahi par les troupes australiennes en septembre 1914 et placé sous mandat australien en 1921. 
Il est réuni au Territoire de Papouasie en 1945 au sein du Territoire de Papouasie et Nouvelle-Guinée, qui devient indépendant en 1975 sous le nom de Papouasie-Nouvelle-Guinée.